# Трінкуло (супутник)

Ретроградні нерегулярні супутники планети Уран

Трінкуло (англ. Trinculo) — нерегулярний супутник планети Урана. Обертається у зворотному напрямі.
Названий за іменем персонажа з п'єси Шекспіра «Буря». Також позначається Уран XXI.

## Історія відкриття
Трінкуло було відкрито 13 серпня 2001 року, Джоном Кавеларсом і Деном Мілісавлєвічем за допомогою 4-метрового рефлектора у Межамериканській обсерваторії Серро Тололо в Чилі. 25 серпня того ж року Кавеларс отримав підтверджуючі знімки за допомогою телескопа «Канада-Франція-Гаваї» в обсерваторії Мауна-Кеа. Супутник отримав тимчасове позначення S/2001 U 1.
Власну назву супутник отримав 8 серпня 2003 року.